# Blankenberg (Turíngia)
Blankenberg é uma localidade e antigo município da Alemanha localizado no distrito de Saale-Orla, estado de Turíngia. Desde 1 de janeiro de 2019, forma parte do município de Rosenthal am Rennsteig.
Pertencia ao Verwaltungsgemeinschaft de Saale-Rennsteig.

## Demografia
Evolução da população (31 de dezembro):

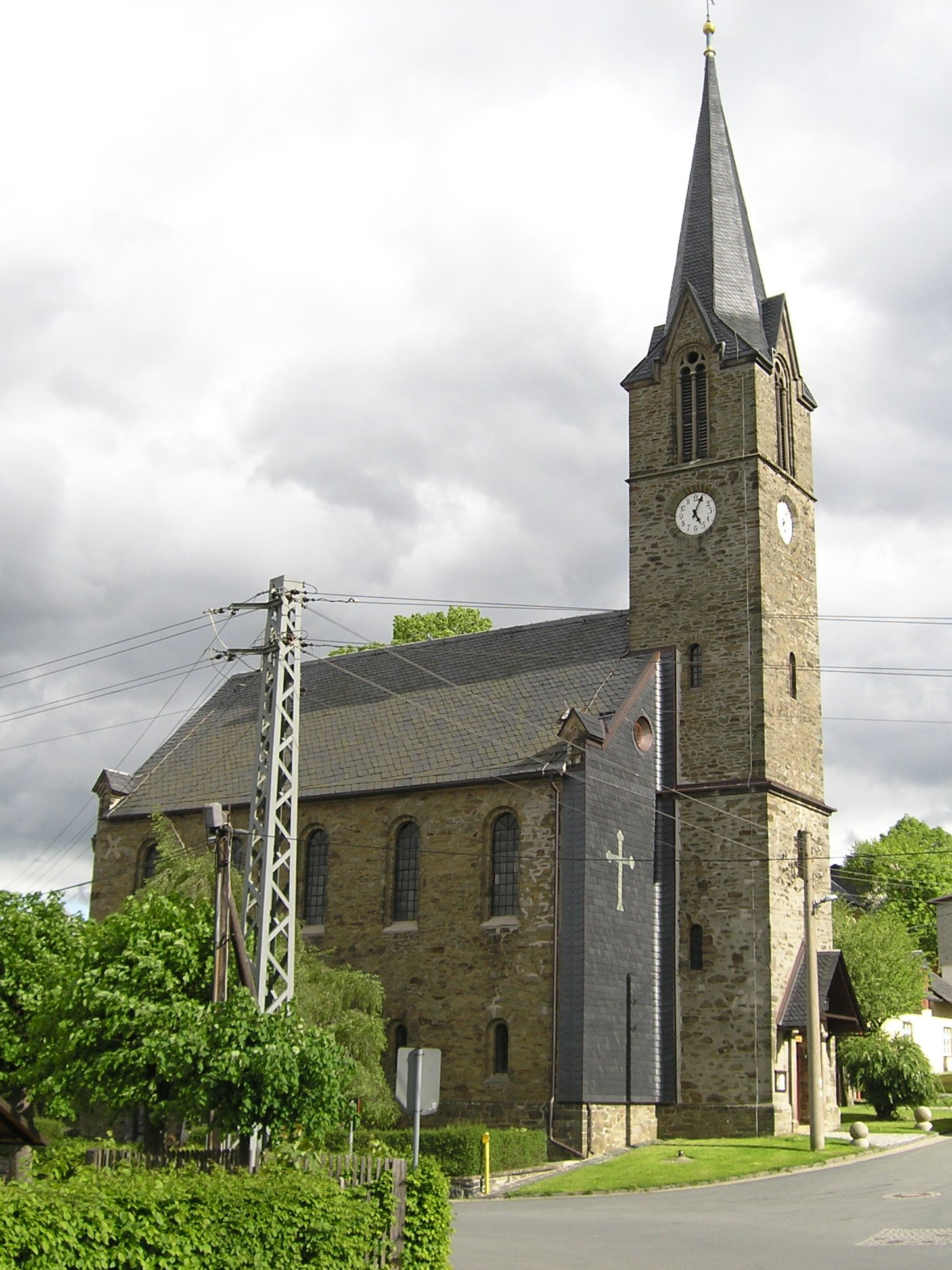
Igreja de Blankenberg